# 杉野翠兄
杉野 翠兄（すぎの すいけい、宝暦4年（1754年） - 文化10年10月27日（1813年11月19日））は、江戸時代中期の豪商・俳人。常陸国河内郡龍ケ崎村（現・茨城県龍ケ崎市）出身。名は以貞、通称は治兵衛。別号に筑波庵、道隣。松尾芭蕉の流れを汲む江戸俳壇の雄。

## 経歴
宝暦4年（1754年）河内郡龍ケ崎村の杉野治兵衛家に生まれた。杉野家は「伊勢屋」と称し、油商を営むほかに広大な農地を持つ龍ケ崎村で指折りの大きな商家であった。翠兄は家業を継ぐとともに、服部嵐雪の弟子である大島蓼太に学び、やがて江戸で名を知られる俳人となった。
龍ケ崎村に筑波庵を開き、常陸・下総地方に俳諧を広め、数百人の門弟を育てた。終生、蓼太を師と仰ぎ、龍ケ崎村砂町の医王院に「蓼太句碑」を建て、また筑波庵には蓼太の師である嵐雪の句碑を建てた。蓼太亡きあとは小林一茶とも交遊し、龍ケ崎の翠兄宅を訪ねたと伝えられている。墓所は大統寺にある。
龍ケ崎の上町にある杉野翠兄宅である筑波庵跡にはカンザンチクがあり、1980年（昭和55年）3月18日に天然記念物（龍ケ崎市指定文化財）に指定されている。